# Аш-Шааб (футбольний клуб)
«Аш-Шааб» (араб. نادي الشعب الثقافي الرياضي) — колишній еміратський футбольний клуб з міста Шарджа, заснований 1974 року. Домашнім стадіоном була арена «Халід бін Мохаммед». 2017 року клуб припинив існування, об'єднавшись із «Шарджею».

## Історія
Клуб був заснований в 1974 році. «Аль-Шааб» ніколи не вигравав чемпіонат Об'єднаних Арабських Еміратів, але завойовував Кубок Президента ОАЕ та Суперкубок ОАЕ в 1993 році, а згодом у 2001 та 2004 роках ще двічі був фіналістом національного кубка. Також клуб став фіналістом Кубка володарів кубків Азії в 1995 році.
У 2017 році «Аш-Шааб» було об'єднано з клубом «Шарджа» для створення конкурентноспроможного клубу у регіоні. Новий клуб зберіг назву «Шарджа».

## Досягнення
- Кубок Президента ОАЕ:

Володар: 1992–93
Фіналіст: 2000–01, 2003–04
- Суперкубок ОАЕ:

Володар: 1993
- Кубок володарів кубків Азії

Фіналіст: 1994–95

## Відомі гравці
- Аднан ат-Тальяні
- Джавад Каземян
- Мерзад Маданчі
- Адель Шедлі
- Хассан Маатук
- Тьяго Кіріно
- Біллі Селеський

## Тренери
1. Ісмаїл Абдул Карім
2. Хешмат Мохаджерані (1979–80)
3. Френк О'Феррелл (1980)
4. Мустафа Шавіш
5. Хомаун Шахрохі
6. Скотт Ерік Сміт
7. Паоло Хікі
8. Гарсія
9. Закі Осман[en]
10. Ганім Султан
11. Фаузі Бензарті
12. Камаль Ламаві
13. Юссеф Зуауї
14. Йозеф Гікерсбергер (1 липня 1999 – 30 червня 2000)
15. Драган Скокович (2000–01)
16. Райнер Голлман  (2001–02)
17. Роланд Андерссон (1 липня 2002 – 1 липня 2003)
18. Зоран Филипович (2003–04)
19. Ян Верслеєн (2004–05)
20. Петер Ноглі (1 липня 2005 – 30 червня 2006)
21. Віллі Рейманн (1 липня 2005 – 14 листопада 2006)
22. Златко Краньчар (1 липня 2007 – 6 грудня 2007)
23. Лотфі Бензарті[fi] (2 лютого 2008–6 червня 2008)
24. Лука Перузович (1 липня 2008 – 30 червня 2009)
25. Чедомир Яневський (26 липня 2008 – 10 вересня 2008)
26. Серджо Алешандре (1 липня 2012 – 16 грудня 2012)
27. Маріус Шумудіке (27 грудня 2012 – 9 грудня 2013)
28. Желько Петрович (23 грудня 2013 – 2014)
29. Тарек Ель-Ашрі[en] (червень – листопад 2015)
30. Вальтер Дзенга (1 грудня 2015 – 20 лютого 2016)
31. Стефано Кузін (20 лютого 2016 – 30 червня 2016)
32. Газі Граїрі[fr] (липень – грудень 2016)
33. Періклес Шамуска (грудень 2016–2017)